# Occidozyga laevis
Espèce
Synonymes
- Oxyglossus laevis Günther, 1858
- Phrynoglossus laevis (Günther, 1858)

Statut de conservation UICN

 LC  : Préoccupation mineure
Occidozyga laevis est une espèce d'amphibiens de la famille des Dicroglossidae.

## Répartition
Cette espèce est endémique des Philippines.
Les spécimens observés au Brunei, en Indonésie, en Malaisie, à Singapour et en Thaïlande appartiennent à Occidozyga sumatrana.

## Description
Les mâles mesurent jusqu'à 31 mm et les femelles jusqu'à 48 mm.

## Publication originale
- Günther, 1858 : Catalogue of the Batrachia Salientia in the collection of the British Museum (texte intégral).